# Иванка Муачевић-Николиш
Иванка Муачевић Николиш (Вуковар, 11. мај 1911 — Загреб, 1942) била је апсолвент медицине и учесница Народноослободилачке борбе.

## Биографија
Рођена је 11. маја 1911. године у Вуковару. Школовање је започела у Карловцу, а завршила у Осијеку, 1929. године. У Прагу је студирала славистику, и тамо се укључила у револуционарни студентски покрет.
Децембра 1930. године, за време семестралног распуста, дошла је из Прага у Југославију са великом количином илегалног партијског материјала, који је откривен у Осијеку. Тада је ухапшена. Била је у истражном затвору до 24. фебруара 1931. године и затим изведена пред Суд за заштиту државе у Београду и осуђена на 6 месеци затвора, а условно на 3 године.
После изласка из затвора наставила је студије у Београду, а убрзо затим је прешла у Љубљану и тамо радила у Универзитетском комитету. Поново је ухапшена априла 1932. године због илегалног партијског материјала нађеног у њеном стану. Тада је, због дела у повратку, осуђена на две године робије и пет година губљења часних права, а морала је и да издржи остатак казне по пресуди из 1931. године. Казну је издржавала у Пожаревачком казненом заводу.
После изласка из затвора, 1935. године, уписала се на Медицински факултет у Загребу и тамо наставила партијски рад. Када је избио рат, јуна 1941. године дошла је у Београд и укључила се у партијску организацију на Медицинском факултету. Била је предавач на курсевима прве помоћи. Осим тога обављала је и дужност курира између Београда и слободне територије. На тој дужности је ухапшена, од стране Гестапоа, крајем октобра 1941. године у Крагујевцу. Пошто је била пред порођајем, приведена је у затворско одељење Војне болнице у Београду.
Месни комитет КПЈ за Београд добио је задатак да Иванку спасе из затвора. Пошто напад на затвореничко одељење не би успео, због јаке страже, партијска организација у болници је добила задатак да Иванку пребаци на гинеколошко одељење. Лекари Олга Поповић-Дедијер, Тоша Бороцки и Анђелко Анђелковић успели су да придобију главног лекара гинеколога, који је прегледао Иванку и изјавио да ће порођај бити тежак и да би га требало извршити на гинеколошком одељењу. Немци су на ово пристали и Иванка је пребачена на гинеколошко одељење на ком се породила 24. јануара 1942. године.
Сутрадан по Иванкином порођају, био је дан посете болесницима и то је био згодан моменат да се изведе акција. Двојица партизана, наоружана револверима, ушла су на одељење као посетиоци. Разоружали су жандарма и закључали га, а затим покидали телефонске везе и извели Иванку заједно са дететом. Дете је предато на чување Тонки Сикимић, која је у то време имала бебу, а Иванка је после опоравка по партијском задатку отишла у Загреб.
Иванка је у Загребу откривена и 14. јула 1942. године ухапшена заједно са др. Милом Бошковићем, народним херојем, док су шетали градом. Убијена је у усташком затвору у лето 1942. године.

### Занимљиво
Иванка је била прва супруга др Гојка Николиша (1911—1995), учесника Шпанског грађанског рата и народног хероја Југославије. Њихова ћерка, успела је да преживи рат и била је доцент биологије на Медицинском факултету у Београду.
Једна улица у београдском насељу Јајинци носи њено име, као и у крагујевачком насељу Бресница.
Акција њеног спасавања из болнице, јануара 1942. године, послужила је као инспирација за епизоду „Болница” тв серије „Отписани“, редитеља Аце Ђорђевића из 1974. године.